# STAMP (CHAGE and ASKAのアルバム)
『STAMP』（スタンプ）は、CHAGE and ASKAのセルフカバー・アルバム。2002年11月20日に発売された。発売元はユニバーサルJ。
2009年3月25日にはCD-DAで再発売をしているが、現在は両仕様とも廃盤となっている。

## 背景・音楽性
CHAGE and ASKAとして初のセルフカバー・アルバム。公式では、単なるカバーではなく、今とこれからを表した音がCHAGE and ASKAの「証明書」（STAMP）であり、オリジナル・アルバムを作るように誠心誠意尽くして作業してきた志を「示した」（STAMP）アルバムと位置づけている。
原曲とは全く違った仕上がりを見せた楽曲や、CHAGEとASKAのメインボーカルを変えた楽曲、提供曲のセルフカバーまで様々な手法でアレンジされている。

## 制作
収録曲のエピソードとして「SAY YES」・「YAH YAH YAH」は収録する予定ではなかったこと、「クルミを割れた日」は本当の意味で完成したことなどがある。また、アレンジが完成したのがアルバム完成後であったため、本作に収録されなかった幻の14曲目「僕はこの瞳で嘘をつく」が存在する（ライブで披露されている）。

## リリース
ライヴ映像で構成された「太陽と埃の中で」のPVが、2003年に発売したVHS&DVD『MUSIC ON FILMS』に収録されている。
リリース当初はコピーコントロールCD（CCCD）仕様であったが、2009年3月25日にユニバーサルミュージック移籍以降のCHAGE and ASKAのCDアルバム・DVD作品が再プレスされた際に、通常のCD（CD-DA）仕様になっている。

## ツアー
アルバム発売直前の11月15日から『CHAGE and ASKA CONCERT TOUR 02-03 THE LIVE』がスタートしており、翌2003年にかけて全66公演を行った。

## チャート成績
オリコン週間ランキングでは1位となり、サザンオールスターズに次いで2組目となる3年代（1980年代、1990年代、2000年代）首位獲得を記録した。

## 収録曲
| #         | タイトル                    | 作詞             | 作曲            | 編曲                        | 時間  |
| --------- | --------------------------- | ---------------- | --------------- | --------------------------- | ----- |
| 1.        | 「YAH YAH YAH」             | ASKA             | ASKA            | 狩野良昭                    | 5:25  |
| 2.        | 「SAY YES」                 | ASKA             | ASKA            | 旭純                        | 4:47  |
| 3.        | 「river」                   | ASKA             | ASKA            | ASKA with Elder Street Boys | 4:40  |
| 4.        | 「終章 (エピローグ)」       | CHAGE、田北憲次  | CHAGE           | 澤近泰輔                    | 5:01  |
| 5.        | 「クルミを割れた日」        | ASKA             | ASKA            | ASKA with Elder Street Boys | 6:09  |
| 6.        | 「HOTEL」                   | ASKA             | ASKA            | ASKA with Elder Street Boys | 5:10  |
| 7.        | 「WALK」                    | ASKA             | ASKA            | ASKA with Elder Street Boys | 6:02  |
| 8.        | 「そんなもんだろう」        | ASKA             | ASKA            | ASKA with Elder Street Boys | 4:46  |
| 9.        | 「港に潜んだ潜水艇」        | ASKA             | CHAGE、村上啓介 | 村上啓介                    | 6:08  |
| 10.       | 「You are free」            | ASKA             | ASKA            | 旭純                        | 6:22  |
| 11.       | 「砂時計のくびれた場所」    | ASKA             | ASKA            | ASKA with Elder Street Boys | 5:03  |
| 12.       | 「今日は…こんなに元気です」 | ASKA、青木せい子 | CHAGE           | 吉俣良                      | 5:05  |
| 13.       | 「太陽と埃の中で」          | ASKA             | ASKA            | ASKA with Elder Street Boys | 5:25  |
| 合計時間: | 合計時間:                   | 合計時間:        | 合計時間:       | 合計時間:                   | 70:03 |

## 楽曲解説
※コメントは、『STAMP』 CHAGE and ASKA Official Web Site 各曲の項目を参照
1. YAH YAH YAH
原曲は、1993年3月3日に発売された31枚目のシングル。
2. SAY YES
原曲は、1991年7月24日に発売された27枚目のシングル。
3. river
原曲は、1996年2月19日に発売された39枚目のシングル。
4. 終章 (エピローグ)
原曲は、1980年4月25日発売の1stアルバム『風舞』に収録されている。
5. クルミを割れた日
原曲は、1991年10月10日発売の14thアルバム『TREE』に収録されている。
6. HOTEL
2001年11月28日に発売された44枚目のシングル『夢の飛礫』のカップリング曲。原曲は、1989年8月25日発売の12thアルバム『PRIDE』に収録されている。
7. WALK
原曲は、1989年3月8日に発売された23枚目のシングル。
8. そんなもんだろう
2002年に織田裕二へ提供した楽曲のセルフカバー。
9. 港に潜んだ潜水艇
原曲は、1996年4月22日発売の18thアルバム『CODE NAME.2 SISTER MOON』に収録されている。原曲ではASKAがメインボーカルを歌っていたが、本作ではCHAGEがメインボーカルを歌っている。
10. You are free
原曲は、1993年11月19日に発売された33枚目のシングル及び、1993年10月10日発売の16thアルバム『RED HILL』に収録されている。
11. 砂時計のくびれた場所
2001年11月28日に発売された44枚目のシングル『夢の飛礫』のカップリング曲。原曲は、1989年8月25日発売の12thアルバム『PRIDE』に収録されている。
12. 今日は…こんなに元気です
原曲は、1992年10月10日に発売された30枚目のシングル『no no darlin'』のカップリング曲。原曲ではAメロ・サビをASKAがメインボーカルで歌い、BメロをCHAGEがメインボーカルで歌っていたが、本作ではすべてCHAGEがメインボーカルで歌っている。
13. 太陽と埃の中で
原曲は、1991年1月30日に発売された26枚目のシングル及び、1990年8月29日発売の13thアルバム『SEE YA』に収録されている。

## 参加ミュージシャン
- キーボード：旭純（#2-7,10-11,13）、澤近泰輔（#4,6,8,11,13）、狩野良昭（#1）、村上啓介（#9）、吉俣良（#12）
- ドラムス：今泉正義（#3-8,11,13）
- ベース：惠美直也（#3-8,11-13）、狩野良昭（#1）、ピノ・パラディーノ（#9）
- ギター：狩野良昭（#1-8,11-13）、鈴川真樹（#3-8,11,13）、旭純（#2）、村上啓介（#9）
- プログラミング：小笠原学（#1,3-8,10-11,13）、旭純（#2）、中山信彦（#9）、土屋学（#12）
- バッキング・ヴォーカル：一木弘行（#3,5,10）、大滝裕子（#1）、田中雪子（#1）、村田努（#3）
- ストリングス：弦一徹カルテット（#12）
- アディッショナル・キーボード：村田努（#1）
- ブルース・ハープ：ASKA（#9）